# 維爾登貢德山

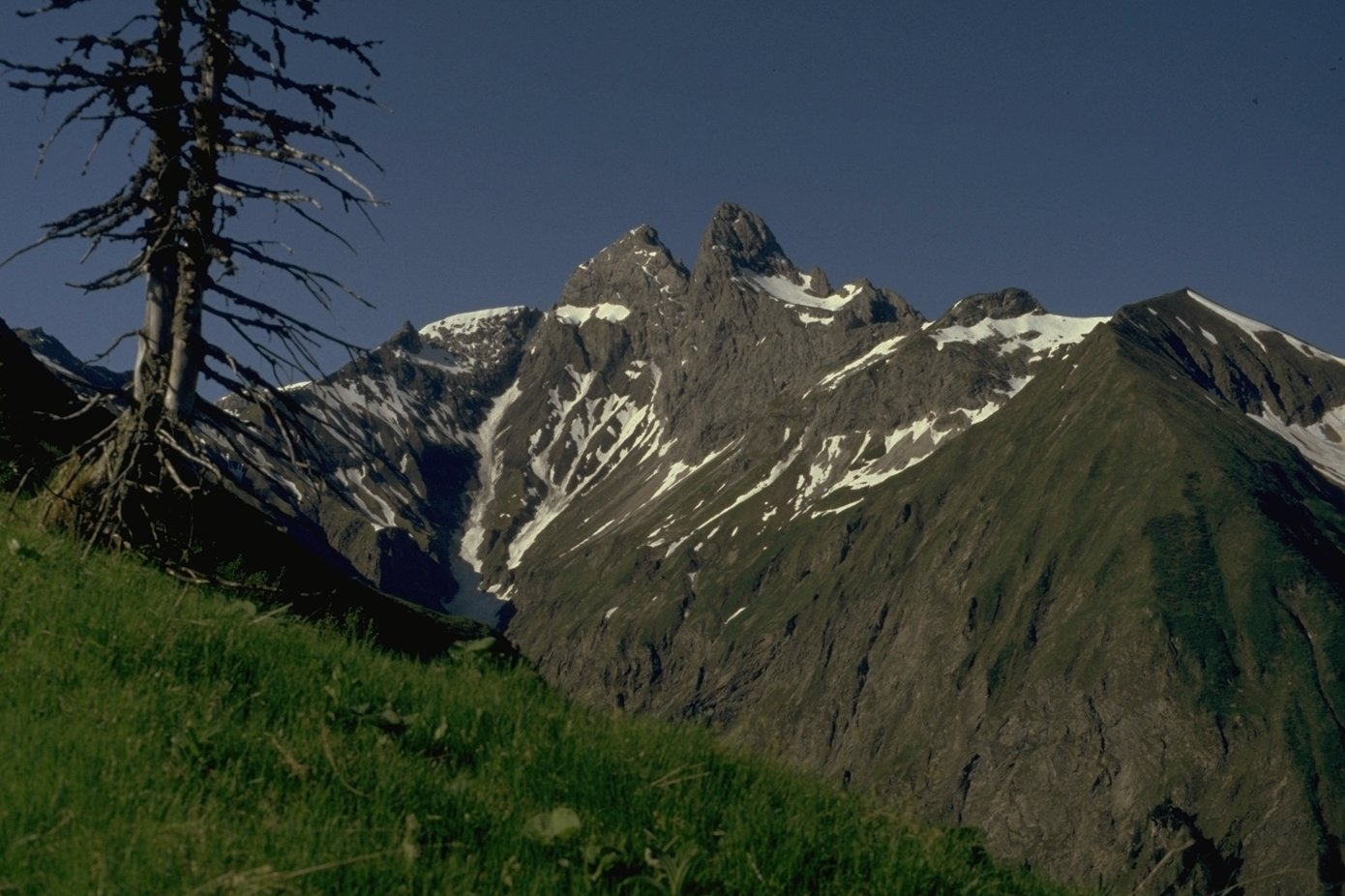

47°18′46″N 10°17′31″E / 47.31278°N 10.29194°E
維爾登貢德山（德語：Wildengundkopf），是德國的山峰，位於該國東南部，由巴伐利亞負責管轄，屬於阿爾高阿爾卑斯山脈的一部分，距離首都柏林600公里，海拔高度2,238米，每年平均降雨量1,730毫米。